# Diskografija Selene
To je popolna diskografija o Seleni.

## Albumi

### Neodvisni
| Informacije albuma                                                     |
| ---------------------------------------------------------------------- |
| Mis Primeras Grabaciones - - Izid: 16. julij 1984 (ZDA), 1995 (Mehika) |
| The New Girl In Town - - Izid: 1985 (ZDA)                              |
| Alpha - - Izid: 1986 (ZDA)                                             |
| Muñequito de Trapo - - Izid: 1986 (ZDA)                                |
| And the Winner Is... - - Izid: 1987 (ZDA)                              |
| Preciosa - - Izid: 1988 (ZDA)                                          |
| Dulce Amor - - Izid: 1988 (ZDA)                                        |

### Studijski albumi (EMI)
| Leto | Detajli albuma | Dosežki na lestvicah | Dosežki na lestvicah | Dosežki na lestvicah               | Certifikacije                                       | Prodaja           |
| Leto | Detajli albuma | U.S.                 | U.S. Latin Albums    | Billboard: Regional Mexican Albums | Certifikacije                                       | Prodaja           |
| ---- | --- | -------------------- | -------------------- | ---------------------------------- | --------------------------------------------------- | ----------------- |
| 1989 | Selena - Izid: 17. oktober 1989 (ZDA), 1989 (Mehika) - Založba: EMI (Latin) - Formati: CD, LP, kaseta             | -                    | -                    | 7                                  |                                                     |                   |
| 1990 | Ven Conmigo - Izid: 6. oktober 1990 (ZDA), 1990 (Mehika) - Založba: EMI (Latin) - Formati: CD, LP, kaseta         | -                    | -                    | 3                                  | - ZDA: 2x Platinasta (tip certifikacije: Latin)     | - ZDA: 400.000+   |
| 1990 | Selena Live! - Izid: 1990 (Mehika), 8. maj 1993 (ZDA), - Založba: EMI (Latin) - Formati: CD, LP, kaseta           | 79                   | 2                    | 1                                  | - ZDA: Zlata (tip certifikacije: standrdna)         | - ZDA: 500.000+   |
| 1990 | Entre A Mi Mundo - Izid: 6. maj 1992 (ZDA), 1990 (Mehika) - Založba: EMI (Latin) - Formati: CD, LP, kaseta        | 97                   | 4                    | 1                                  | - ZDA: 6x Platinasta (tip certifikacije: Latin)     | - ZDA: 1.200.000+ |
| 1992 | Baila Esta Cumbia - Izid: 1992 (Mehika) - Založba: EMI (Latin) - Formati: CD, LP, kaseta                          | -                    | -                    | -                                  |                                                     |                   |
| 1993 | Quiero - Izid: 1993 (Mehika) - Založba: EMI (Latin) - Formati: CD, LP, kaseta                                     | -                    | -                    | -                                  |                                                     |                   |
| 1994 | Amor Prohibido - Izid: April 1994 (Mehika), 23. marec 1994 (ZDA) - Založba: EMI (Latin) - Formati: CD, LP, kaseta | 29                   | 1                    | 1                                  | - ZDA: 20x Platinasta (tip certifikacije: Latinski) | - ZDA: 2.000.000+ |
| 1994 | Como La Flor - Izid: 1994 (Venezuela) - Založba: EMI (Latin) - Formati: CD, LP, kaseta                            | -                    | -                    | -                                  |                                                     |                   |

### Poshumni studijski albumi (EMI)
| Leta | Detajli albuma | Dosežki na lestvicah | Dosežki na lestvicah | Dosežki na lestvicah               | Certifikacije                                    | Prodaja           |
| Leta | Detajli albuma | U.S.                 | U.S. Latin Albums    | Billboard: Regional Mexican Albums | Certifikacije                                    | Prodaja           |
| ---- | --- | -------------------- | -------------------- | ---------------------------------- | ------------------------------------------------ | ----------------- |
| 1995 | Dreaming of You - Izid: 18. julij 1995 (ZDA), avgust 1995 (Mehika), - Label: EMI (Latin) - Formati: CD, LP, kaseta     | 1                    | 1                    | -                                  | - ZDA: 35x Platinasta (tip certifikacije: Latin) | - ZDA: 3.500.000+ |
| 1997 | Selena: The Original Motion Picture Soundtrack - Izid: 11. marec 1997 - Založba: EMI (Latin) - Formati: CD, LP, kaseta | 7                    | -                    | -                                  | - ZDA: Platinasta (tip certifikacije: Standrdna) | - ZDA: 1.000.000+ |
| 2001 | Live! The Last Concert - Izid: 27. marec 2001 (ZDA) - Založba: EMI (Latin) - Formati: CD, kaseta                       | 176                  | 2                    | -                                  | - ZDA: Platinasta (tip certifikacije: Latin)     | - ZDA: 200.000+   |
| 2005 | Selena ¡VIVE! - Izid: 10. maj 2005 (ZDA) - Založba: EMI (Latin) - Formati: CD                                          | -                    | -                    | -                                  |                                                  |                   |

### Kompilacije
| Leto | Detajli albuma | Dosežki na lestvicah | Dosežki na lestvicah | Dosežki na lestvicah               | Certifikacija                                   | Prodaja           |
| Leto | Detajli albuma | US                   | US Latin Albums      | Billboard: Regional Mexican Albums | Certifikacija                                   | Prodaja           |
| ---- | --- | -------------------- | -------------------- | ---------------------------------- | ----------------------------------------------- | ----------------- |
| 1990 | Mis Primeros Éxitos (My First Hits) - Izid: 3. marec 1990 (ZDA) - Založba: EMI (Latin) - Formati: CD, LP, kaseta         | -                    | -                    | -                                  |                                                 |                   |
| 1990 | Personal Best - Izid: 1. julij 1991 (ZDA) - Založba: EMI (Latin) - Formati: CD, LP, kaseta                               | -                    | -                    | -                                  |                                                 |                   |
| 1992 | Selena Y Emilio - Entertainers of The Year - Izid: 1. januar 1992 (ZDA) - Založba: EMI (Latin) - Formati: CD, LP, kaseta | -                    | -                    | -                                  |                                                 |                   |
| 1990 | 17 Super Exitos (17 Super Hits) - Izid: 24. avgust 1993 (ZDA) - Založba: EMI (Latin) - Formati: CD, LP, kaseta           | -                    | -                    | -                                  | - ZDA: 6x Platinasta (tip certifikacije: Latin) | - ZDA: 1.200.000+ |
| 1993 | Grandes Éxitos - Izid: 1993 (Mexico) - Založba: EMI (Latin) - Formati: CD, LP, kaseta                                    | -                    | -                    | -                                  |                                                 |                   |
| 1994 | Selena - Izid: 1994 (ZDA) - Založba: EMI (Latin) - Formati: CD, kaseta                                                   | -                    | -                    | -                                  |                                                 |                   |
| 1994 | Selena Y Los Barrio Boyzz - 10 Super Exitos - Izid: 1994 (ZDA) - Založba: EMI (Latin) - Formati: CD, kaseta              | -                    | -                    | -                                  |                                                 |                   |
| 1994 | 12 Super Exitos - Izid: 18. oktober 1994 - Založba: EMI (Latin) - Formati: CD, LP, kaseta                                | 64                   | 2                    | 2                                  | - ZDA: Zlata (tip certifikacije: Standardni)    | - ZDA: 500.000+   |

### Posthumne kompilacije
| Leto | Detajli albuma                                                                                          | Dosežki na lestvicah | Dosežki na lestvicah | Dosežki na lestvicah               | Certifikacije                                   | Prodaja           |
| Leto | Detajli albuma                                                                                          | U.S.                 | U.S. Latin Albums    | Billboard: Regional Mexican Albums | Certifikacije                                   | Prodaja           |
| ---- | --- | -------------------- | -------------------- | ---------------------------------- | ----------------------------------------------- | ----------------- |
| 1995 | Las Reinas Del Pueblo - Izid: 14. april 1995 (ZDA) - Založba: EMI (Latin) - Formati: CD, kaseta         | 147                  | 5                    | 5                                  |                                                 |                   |
| 1996 | Exitos Y Recuerdos - Izid: 15. marec 1996 - Založba: EMI (Latin) - Formati: CD, kaseta                  | -                    | 13                   | 7                                  |                                                 |                   |
| 1996 | Siempre Selena - Izid: 5. november 1996 - Založba: EMI (Latin) - Formati: CD, LP, kaseta                | 82                   | 1                    | 1                                  | - ZDA: 2x Platinasta (tip certifikacije: Latin) | - ZDA: 400.000+   |
| 1998 | Anthology - Izid: 7. april 1998 - Založba: EMI (Latin) - Formati: CD, kaseta                            | 131                  | 1                    | 1                                  | - ZDA: 6x Platinasta (tip certifikacije: Latin) | - ZDA: 1.200.000+ |
| 1999 | All My Hits Vol.1 - Izid: 9. marec 1999 - Založba: EMI (Latin) - Formati: CD, kaseta                    | 54                   | 1                    | 1                                  | - ZDA: 6x Platinasta (tip certifikacije: Latin) | - ZDA: 1.200.000+ |
| 2000 | All My Hits Vol. 2 - Izid: 29. februar 2000 - Založba: EMI (Latin) - Formati: CD, kaseta                | 149                  | 1                    | 1                                  | - ZDA: 2x Platinasta (tip certifikacije: Latin) | - ZDA: 400.000+   |
| 2002 | Ones - Izid: 1. oktober 2002 - Založba: EMI (Latin) - Formati: CD, kaseta                               | 159                  | 4                    | -                                  | - ZDA: 5x Platinasta (tip certifikacije: Latin) | - ZDA: 500.000+   |
| 2003 | Greatest Hits - Izid: 24. junij 2003 - Založba: EMI (Latin) - Formati: CD                               | 117                  | -                    | -                                  |                                                 |                   |
| 2004 | Momentos Intimos - Izid: 23. marec 2004 - Založba: EMI (Latin) - Formati: CD                            | -                    | 11                   | 7                                  |                                                 |                   |
| 2005 | Unforgettable: The Live Album - Izid: 29. marec 2005 (ZDA) - Založba: EMI (Latin) - Formati: CD         | -                    | 26                   | 14                                 |                                                 |                   |
| 2005 | Unforgettable: The Studio Album - Izid: 29. marec 2005 (ZDA) - Založba: EMI (Latin) - Formati: CD       | -                    | 17                   | 7                                  |                                                 |                   |
| 2005 | Unforgettable: Special Edition - Izid: 29. marec 2005 (ZDA) - Založba: EMI (Latin) - Formati: CD        | -                    | 18                   | 8                                  |                                                 |                   |
| 2006 | Dos Historias - Izid: 28. februar 2006 (ZDA) - Založba: EMI (Latin) - Formati: CD                       | -                    | 21                   | 3                                  |                                                 |                   |
| 2007 | Through The Years/A Traves de los Años - Izid: 3. april 2007 (ZDA) - Založba: EMI (Latin) - Formati: CD | -                    | 28                   | 13                                 |                                                 |                   |
| 2005 | Unforgettable: The Live Album - Izid: 29. marec 2005 (ZDA) - Založba: EMI (Latin) - Formati: CD         | -                    | 26                   | 14                                 |                                                 |                   |
| 2005 | Unforgettable: The Studio Album - Izid: 29. marec 2005 (ZDA) - Založba: EMI (Latin) - Formati: CD       | -                    | 17                   | 7                                  |                                                 |                   |
| 2005 | Unforgettable: Special Edition - Izid: 29. marec 2005 (ZDA) - Založba: EMI (Latin) - Formati: CD        | -                    | 18                   | 8                                  |                                                 |                   |
| 2006 | Dos Historias - Izid: 28. februar 2006 (ZDA) - Založba: EMI (Latin) - Formati: CD                       | -                    | 21                   | 3                                  |                                                 |                   |
| 2007 | Through The Years/A Traves de los Años - Izid: 3. april 2007 (ZDA) - Založba: EMI (Latin) - Formati: CD | -                    | 28                   | 13                                 |                                                 |                   |
| 2010 | La Leyenda (2 diska) - Izid: 9. marec 2010 (ZDA) - Založba: EMI (Latin) - Formati: CD,                  | -                    | 7                    | 4                                  |                                                 |                   |
| 2011 | 10 Great Songs - Izid: 14. junij 2011 (ZDA) - Založba: EMI (Latin) - Formati: CD,                       | -                    | -                    | -                                  |                                                 |                   |

### EP-ji
- Pop (1998)
- Rancheras (1998)